# Burning Stuntman
Burning Stuntman is een nummer van de Nederlandse band Golden Earring uit 1997. Het verscheen als nieuw nummer op hun livealbum Naked II.
"Burning Stuntman" werd een bescheiden hit in Nederland. Het bereikte de 19e positie in de Nederlandse Top 40. Voor de bijbehorende videoclip werd Dick Maas aangetrokken. In de clip speelt Barry Hay stuntman The Great Alonzo.